# وادیسلاو موروزوف
وادیسلاو موروزوف (بلاروسی: Уладзіслаў Марозаў؛ زادهٔ ۱۲ اکتبر ۲۰۰۰) بازیکن فوتبال اهل بلاروس است.
از باشگاه‌هایی که در آن بازی کرده‌است می‌توان به باشگاه فوتبال داینامو برست اشاره کرد.
وی همچنین در تیم ملی فوتبال زیر ۲۱ سال بلاروس بازی کرده‌است.